# Tapurah
Tapurah är en kommun i Brasilien.   Den ligger i delstaten Mato Grosso, i den centrala delen av landet, 1 000 km väster om huvudstaden Brasília. Antalet invånare är 10 390.
Omgivningarna runt Tapurah är huvudsakligen savann. Trakten runt Tapurah är nära nog obefolkad, med mindre än två invånare per kvadratkilometer.